# Hofmarskallen (Danmark)
Den Danske Hofmarskal (udtales hofmarsjal) er den øverste chef og administrator for det danske hof. Under denne sorterer Hofmarskallatet, Den kongelige Civilliste og Den Kongelige Stald-Etat. Til embedet hører desuden en række repræsentative pligter. Overhofmarskallen (historisk titel, som ikke længere er i brug) har plads i 1. rangklasse, mens de øvrige hofmarskaller hører til i 2. rangklasse.
Med virkning fra den 1. april 2021 er tidligere ceremonimester og kammerherre Kim Kristensen hofmarskal efter Michael Ehrenreich.
På engelsk svarer embedets hofmarskals ansvar stort set til Lord Chamberlain (selv om den danske titel Overkammerherre er den korrekte oversættelse til dette), og embedet Overhofmarskal svarer til Lord High Steward.

## Historie

### De seneste hofmarskaller i Danmark
| År        | Hofmarskal                           | Monark        |
| --------- | ------------------------------------ | ------------- |
| 1898−1906 | Oscar O'Neill Oxholm                 | Christian 9.  |
| 1906−1908 | Joachim greve Moltke                 | Frederik 8.   |
| 1908−1912 | Frands greve Brockenhuus-Schack      | Frederik 8.   |
| 1912−1926 | William Carlton Rothe                | Christian 10. |
| 1926−1939 | Carl Julius Engelbrecht Juel         | Christian 10. |
| 1939−1947 | Christopher greve Trampe             | Christian 10. |
| 1947−1963 | Johan Vest                           | Frederik 9.   |
| 1963−1968 | Eigil Wern                           | Frederik 9.   |
| 1968−1972 | Karl Christian greve Trampe          | Frederik 9.   |
| 1972−1976 | Kjeld Gustav greve Knuth-Winterfeldt | Margrethe 2.  |
| 1976−1989 | Hans Sølvhøj                         | Margrethe 2.  |
| 1989−2003 | Søren Haslund-Christensen            | Margrethe 2.  |
| 2003−2015 | Ove Ullerup                          | Margrethe 2.  |
| 2015−2021 | Michael Ehrenreich                   | Margrethe 2.  |
| 2021−2024 | Kim Kristensen                       | Margrethe 2.  |
| 2024−     | Christian Schønau                    | Frederik 10.  |